# NGC 967
NGC 967 (również PGC 9654) – galaktyka soczewkowata (E-S0), znajdująca się w gwiazdozbiorze Wieloryba. Odkrył ją John Herschel 10 listopada 1835 roku.